# Catedrala din Sevilla
Catredrala Sfânta Maria din Sevilla este o catedrală romano-catolică din orașul Sevilla, Spania. Aceasta este cea mai mare biserică din țară și a treia biserică după mărime din lume. De asemenea ea este una din cele mai importante biserici construite în stil gotic din lume. Catedrala este renumită pentru faptul că aici se află mormântul lui Cristofor Columb.

## Istorie și arhitectură
După 2 ani de asediu, la 23 noiembrie 1248, Ferdinand al III-lea de Castilia i-a forțat pe maurii din Sevilla să se predea și și-a făcut intrarea triumfală în oraș. Regele catolic găsea un oraș frumos, caracterizat de arhitectura islamică care a înflorit în regiunea al-Andaus. Revenirea creștinilor marchează reîntoarcerea ceremoniilor lor religioase și, întrucât nu erau biserici în care ele să aibă loc, arhiepiscopul a sfințit Moscheea Almohad, care fusese construită doar cu 50 de ani mai înainte.
A fost necesar să aștepte până în 1401 ca să se înceapă construcția unei noi catedrale. Întemeiată pe locul unei foste moschei, catedrala măsura 116x75 de metri, cu o navă centrală, 4 nave laterale și 25 de capele. Cunoscută ca Manga Hispanenis, era a doua biserică din lume după Bazilica Sfântul Petru din Roma. A fost nevoie de 100 de ani ca să fie terminată construcția, și mai mult de 300 ca să se finiseze decorațiunile interioare.
Catedrala din Sevilla a fost construită în stil gotic cu elemente de inspirație islamică. Printre aceste elemente se numără turnul său cu clopot, numit Giralda, ce a fost construit după modelul minaretului de la Moscheea Koutoubia din Marrakech, Maroc. Aceast lucru se datorează faptului că pe locul catedralei se afla o veche moschee ce a fost ulterior distrusă iar minaretul său a fost încorporat în noua construcție a catedralei.
După finalizarea ei, aceasta a fost cea mai mare biserică din lume, depășind chiar și Hagia Sofia, până la construirea Bazilicii Sfântului Petru din Roma. În 1987 catedrala a devenit parte a Patrimoniului Mondial UNESCO.

## Galerie de imagini

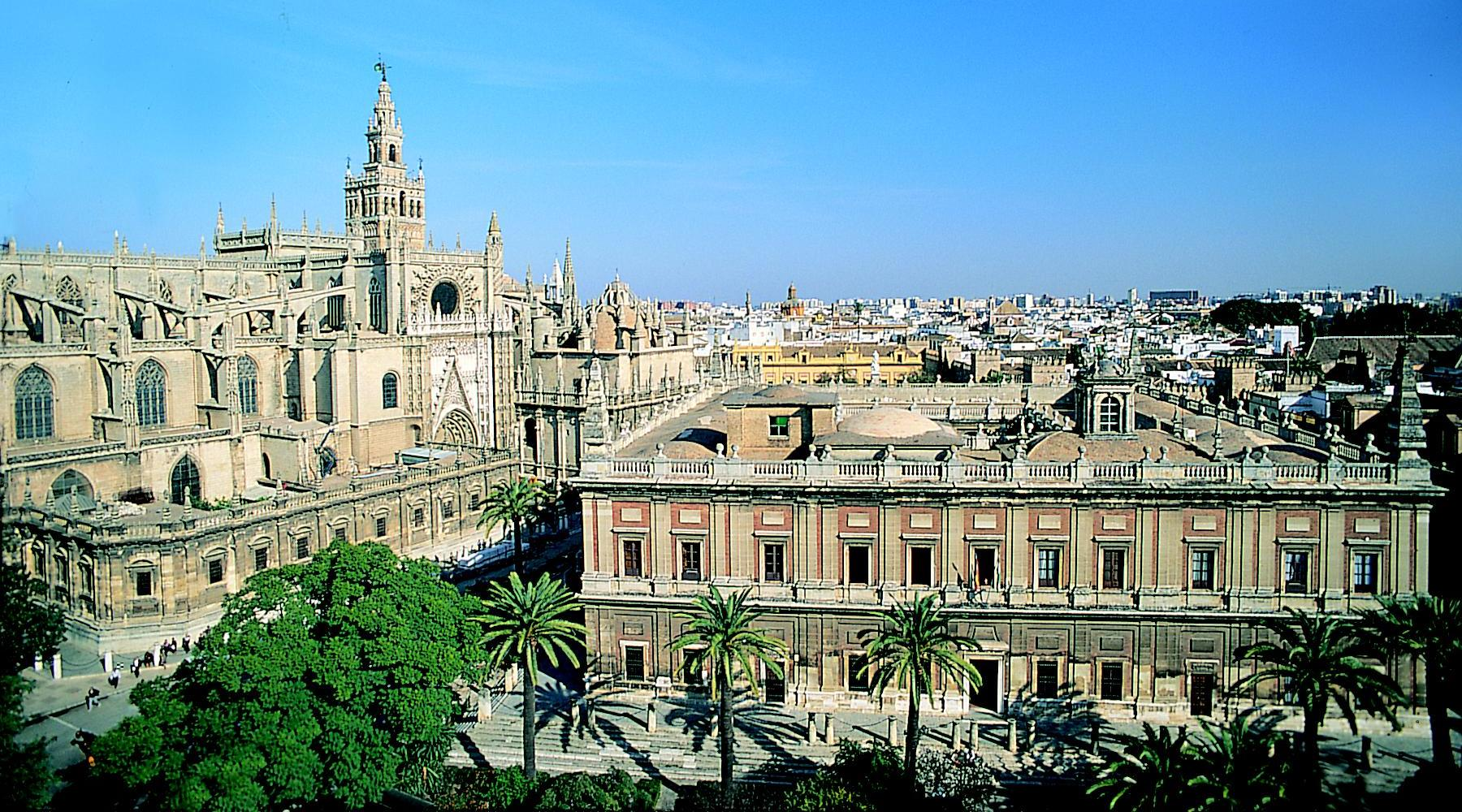
Catedrala din Sevilla
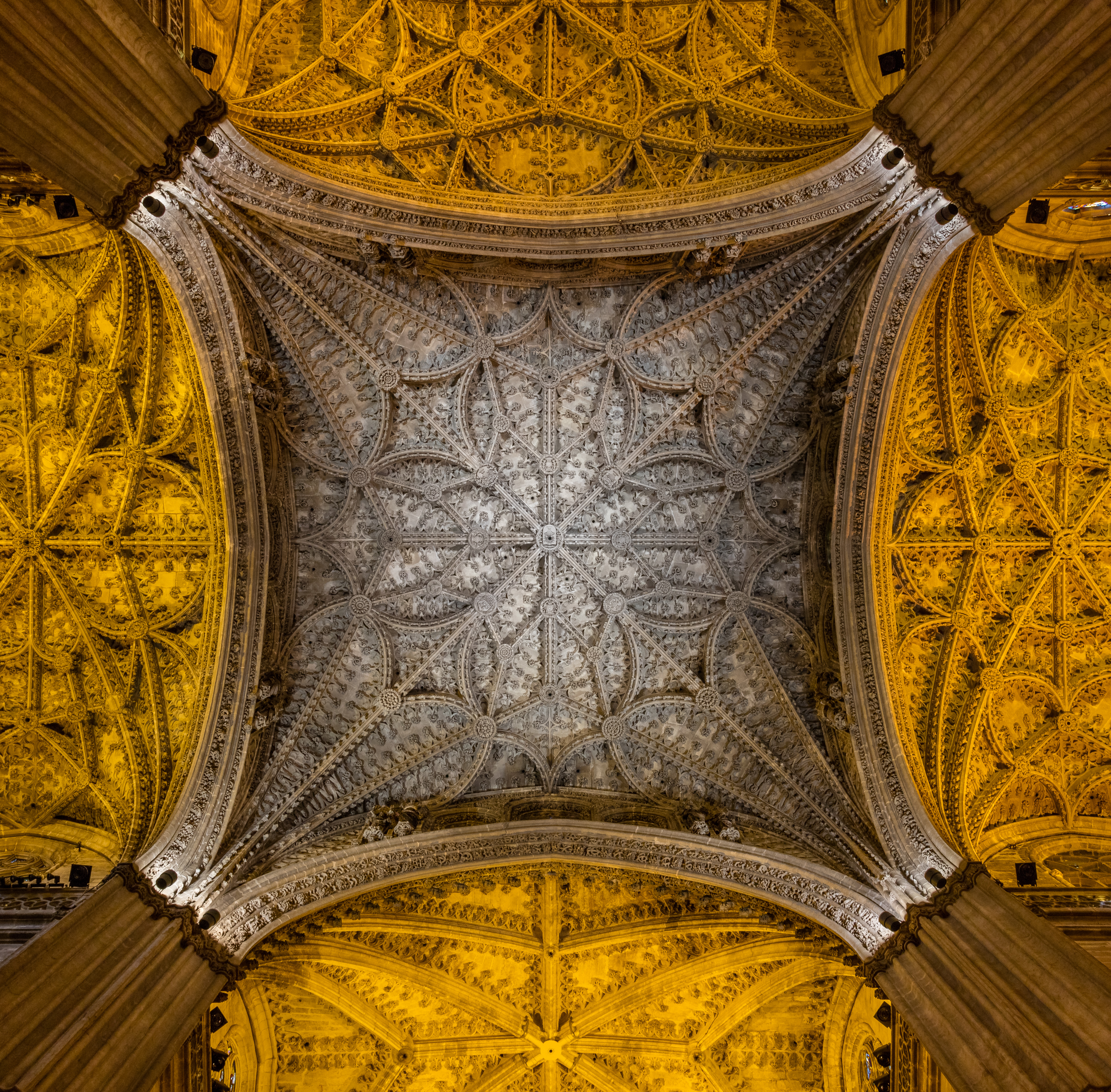
Trecere
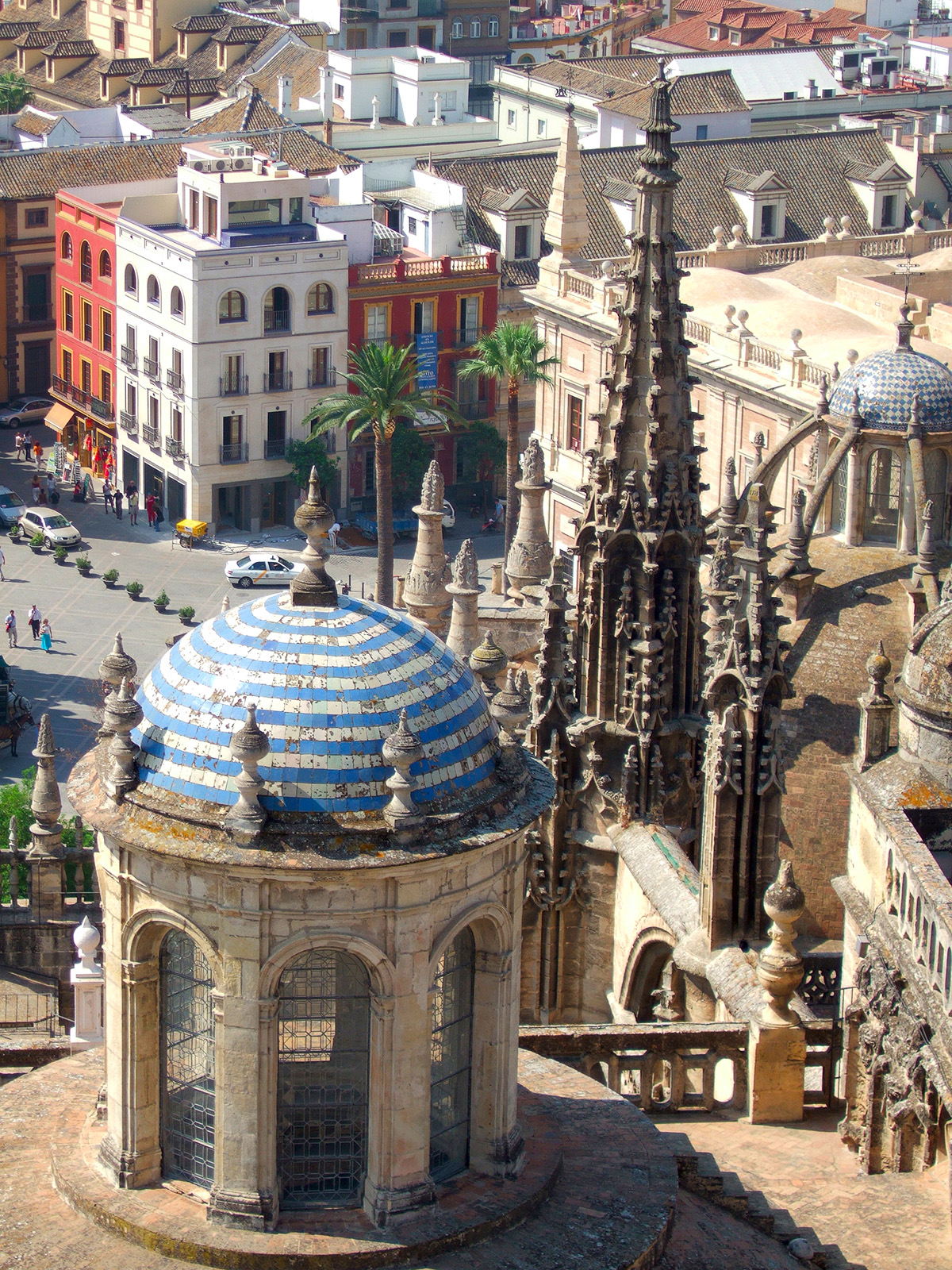
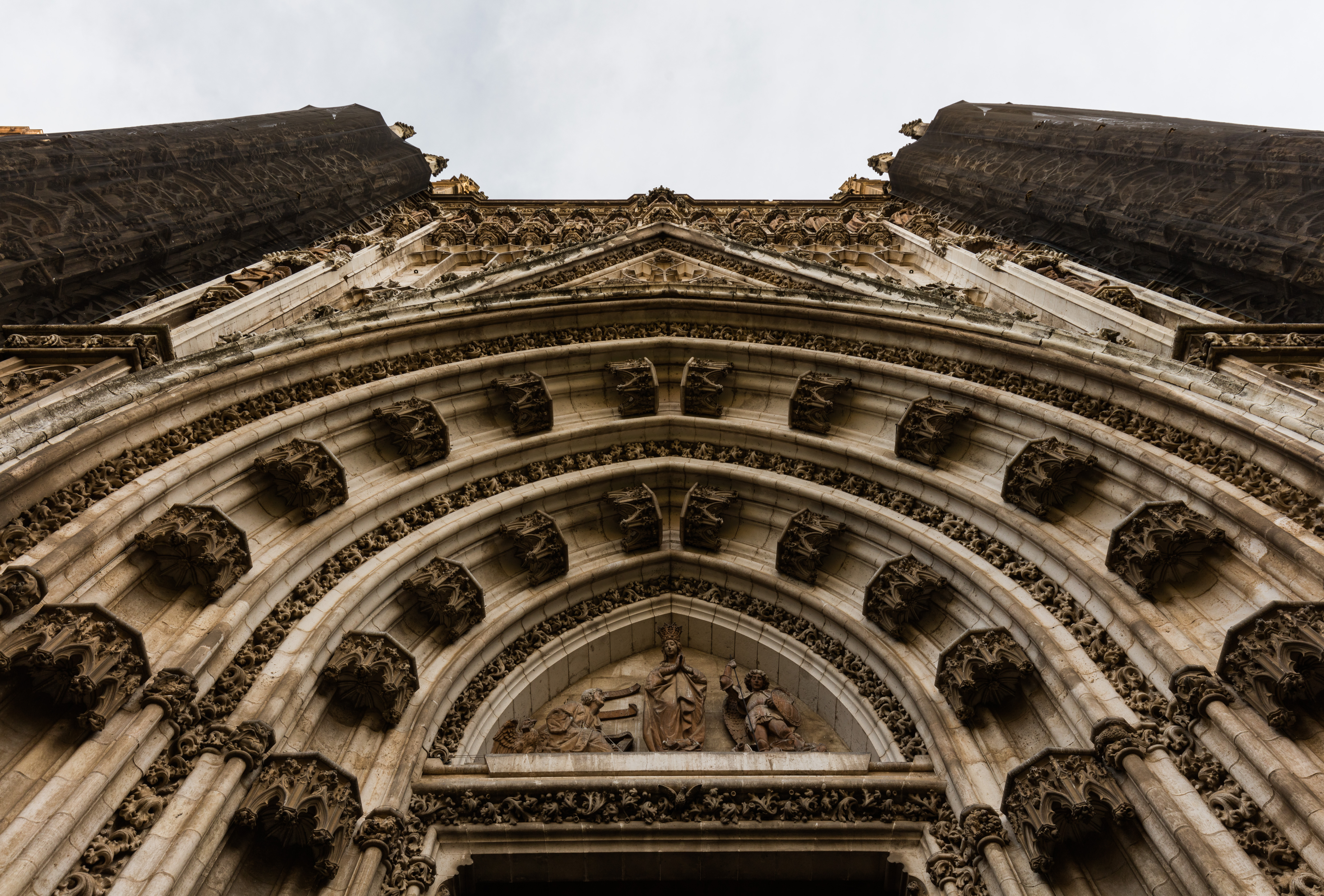
Fațada Catedralei
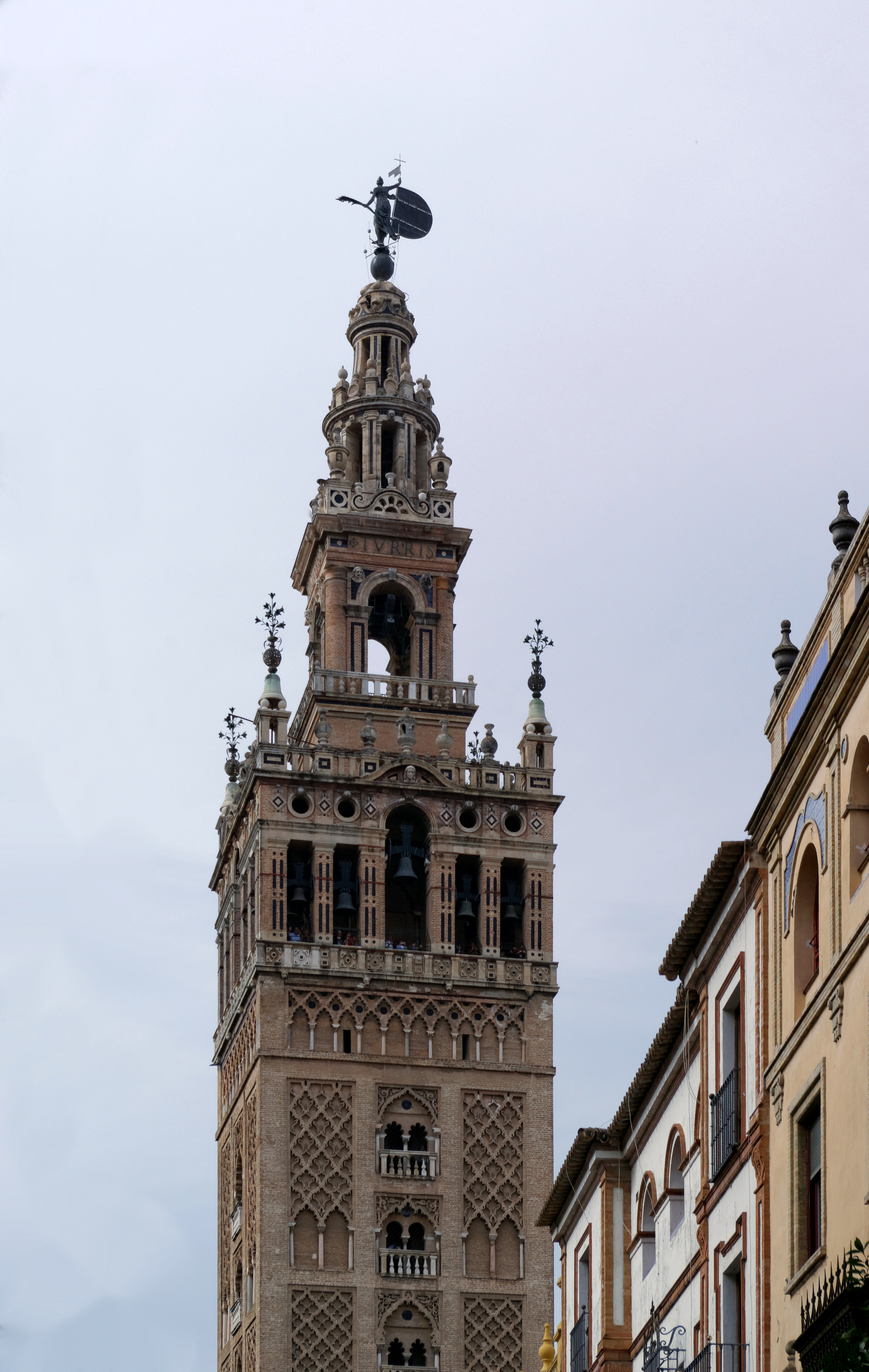
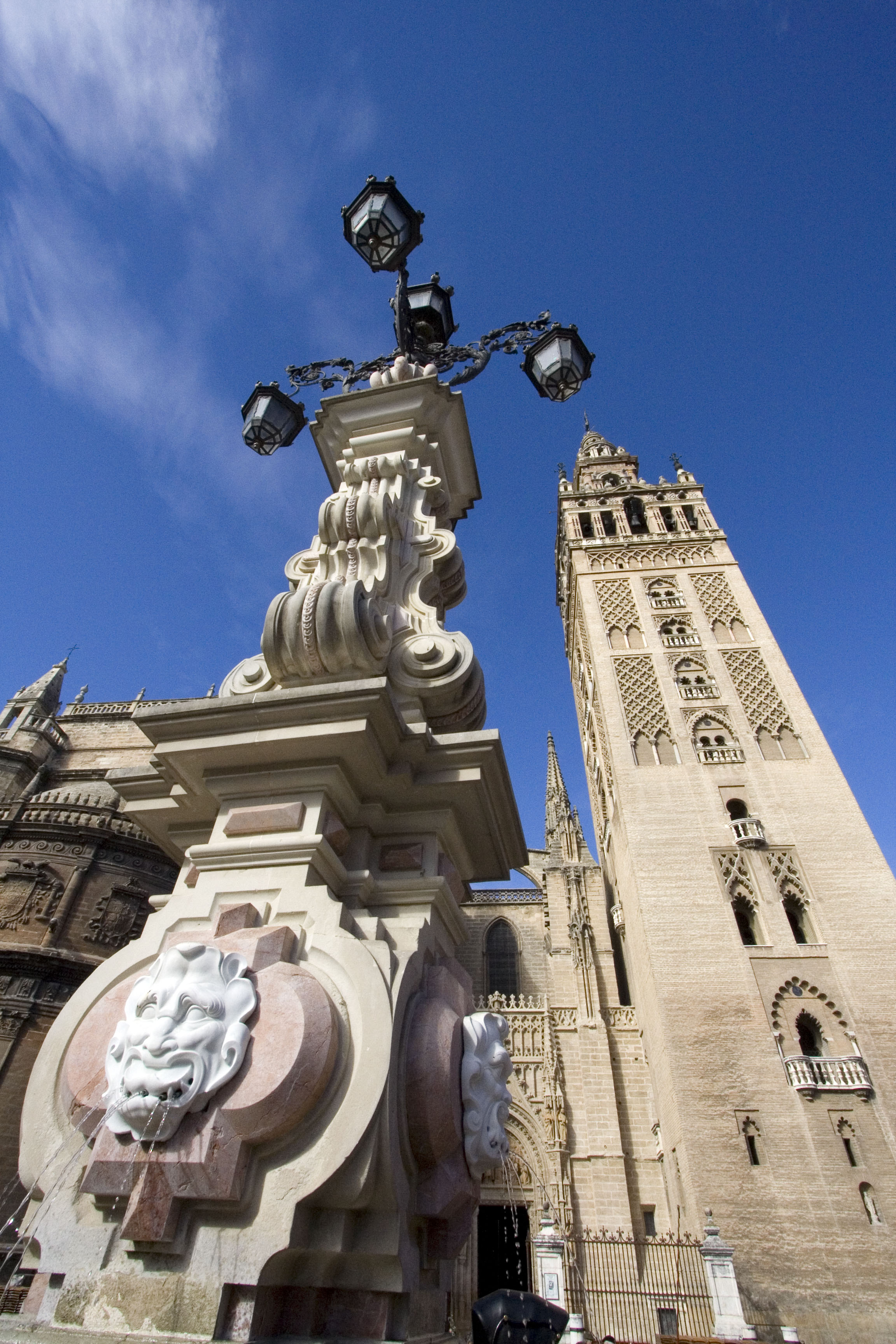
Giralda din Plaza Virgen de Los Reyes
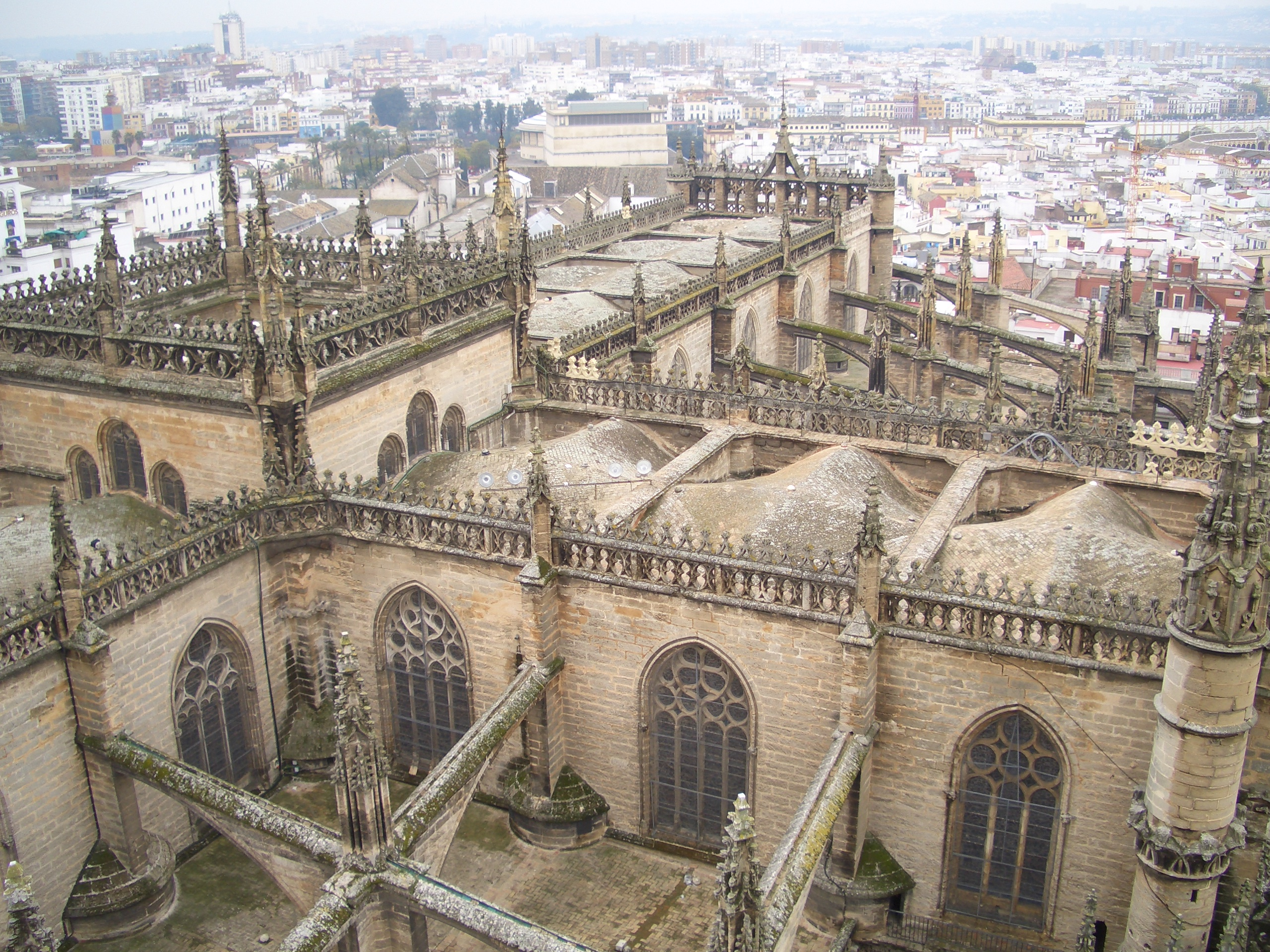
Acoperisul catedralei vazut din Giralda
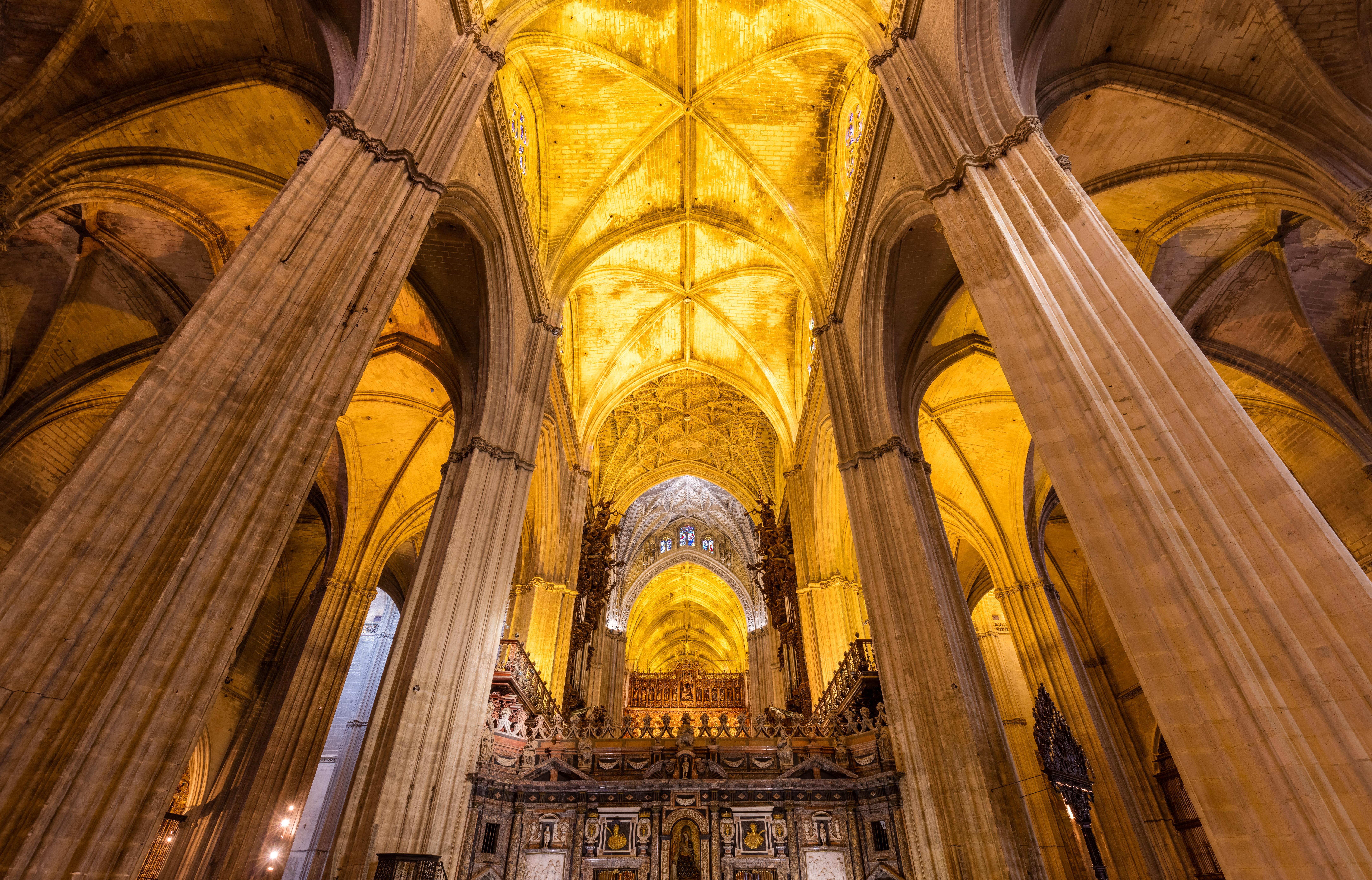
Interiorul catedralei
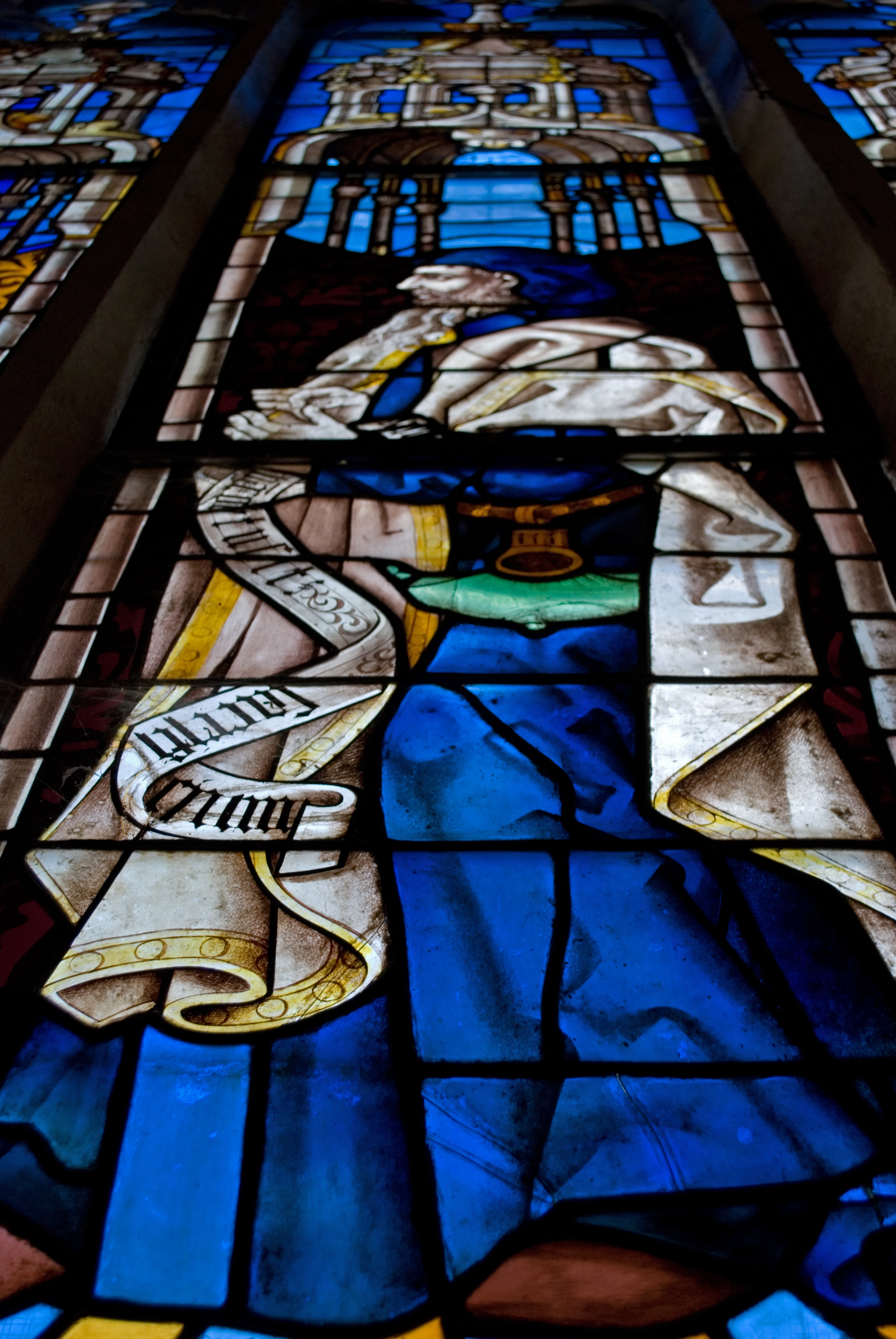
Vitraliu în catedrala
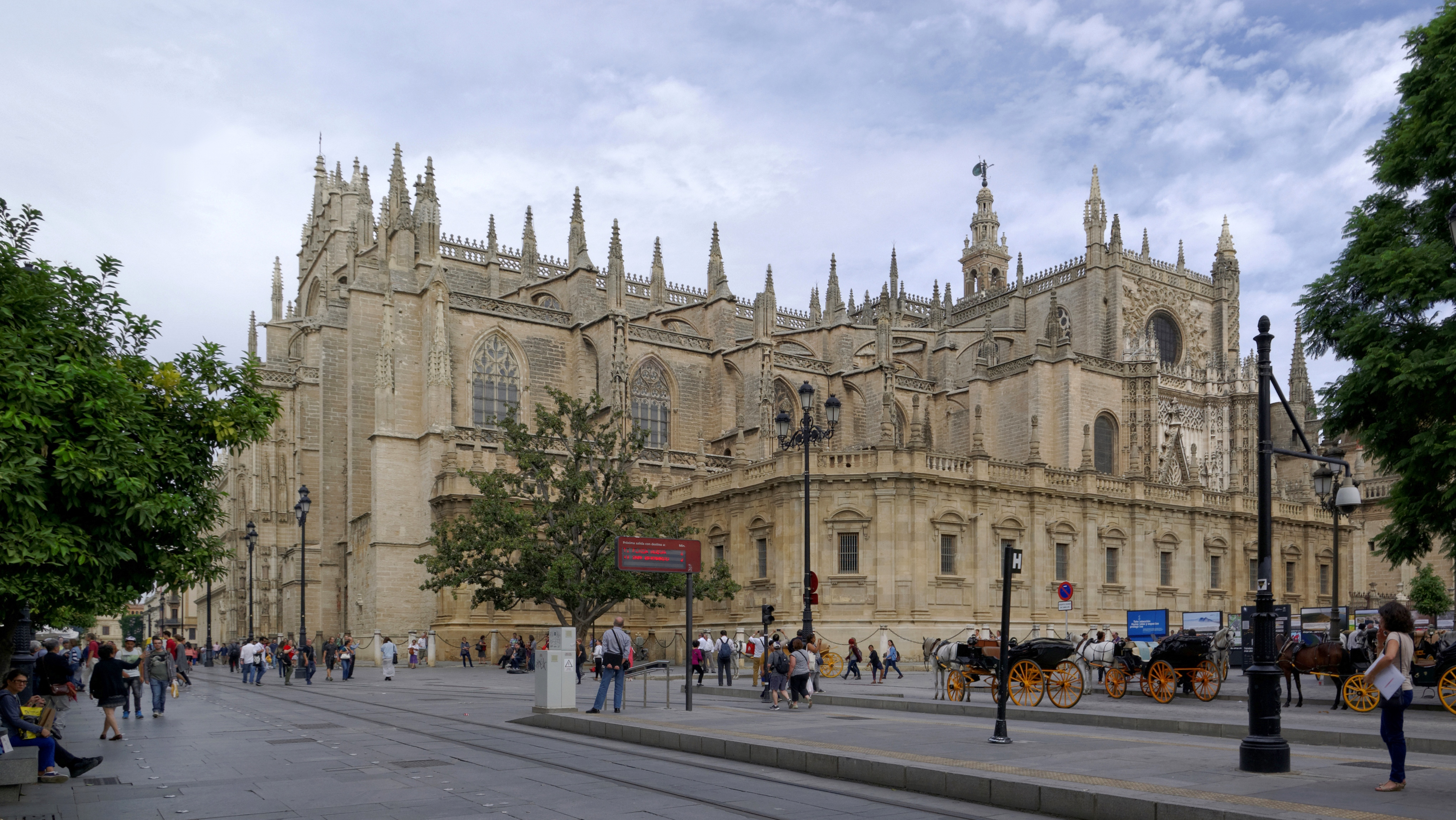
Catedrala din Sevilla
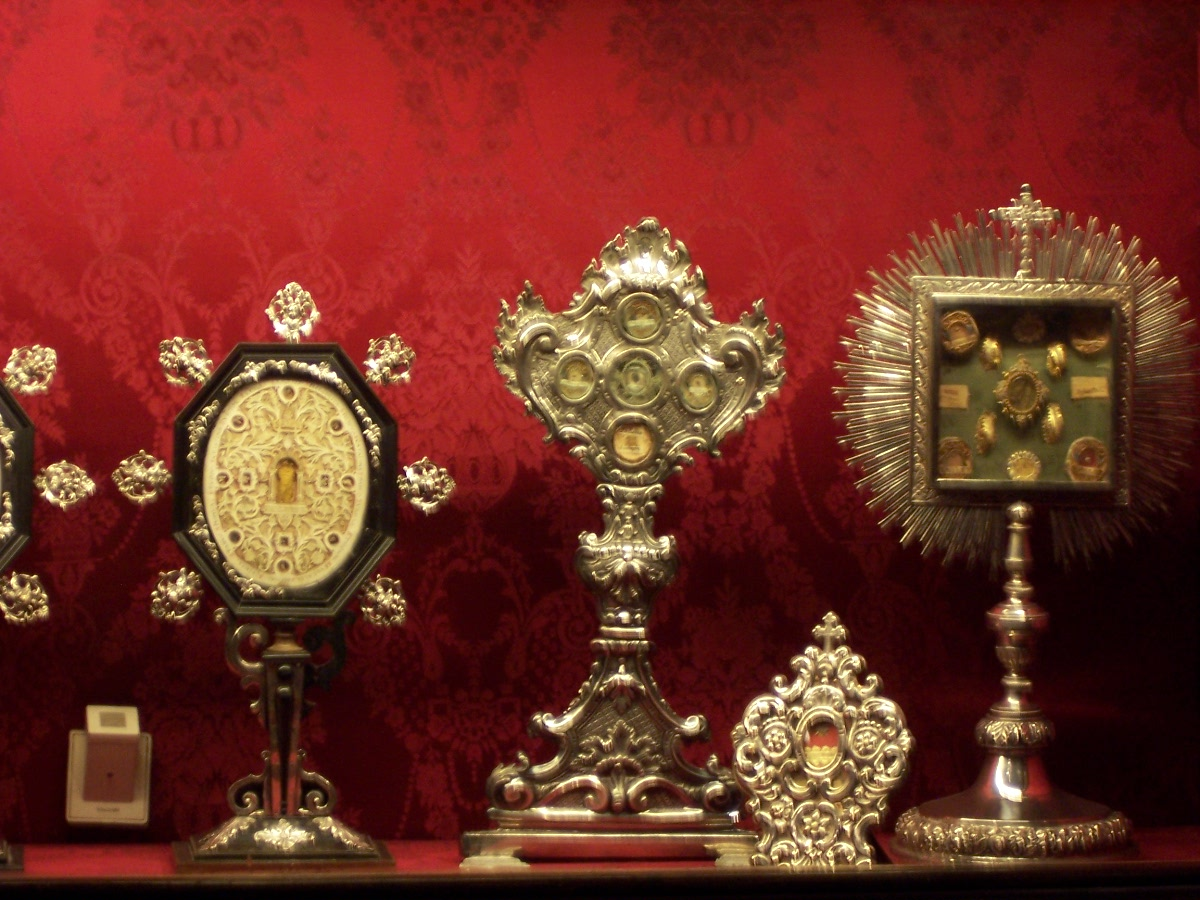
Relicve in catedrala
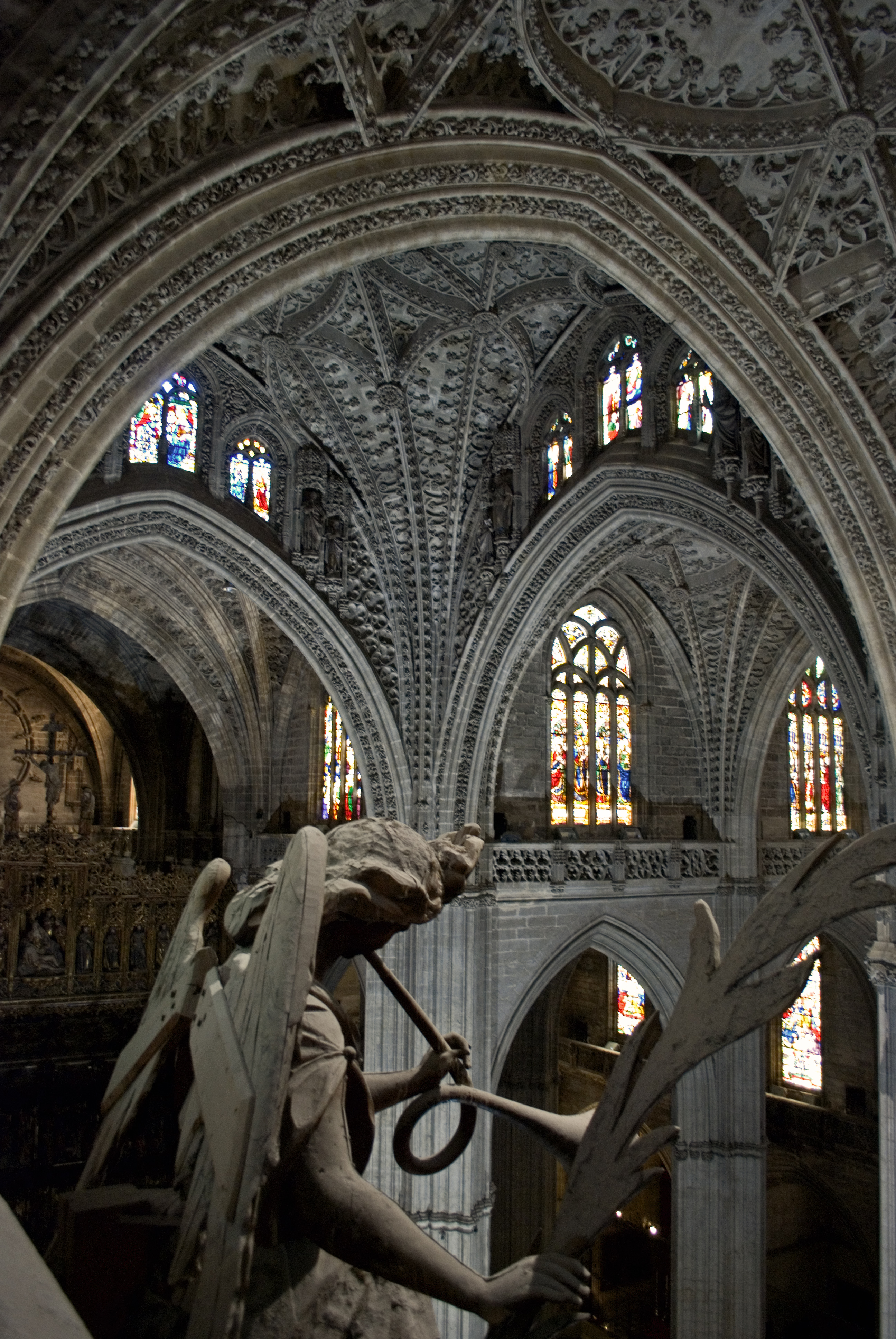
In catedrala
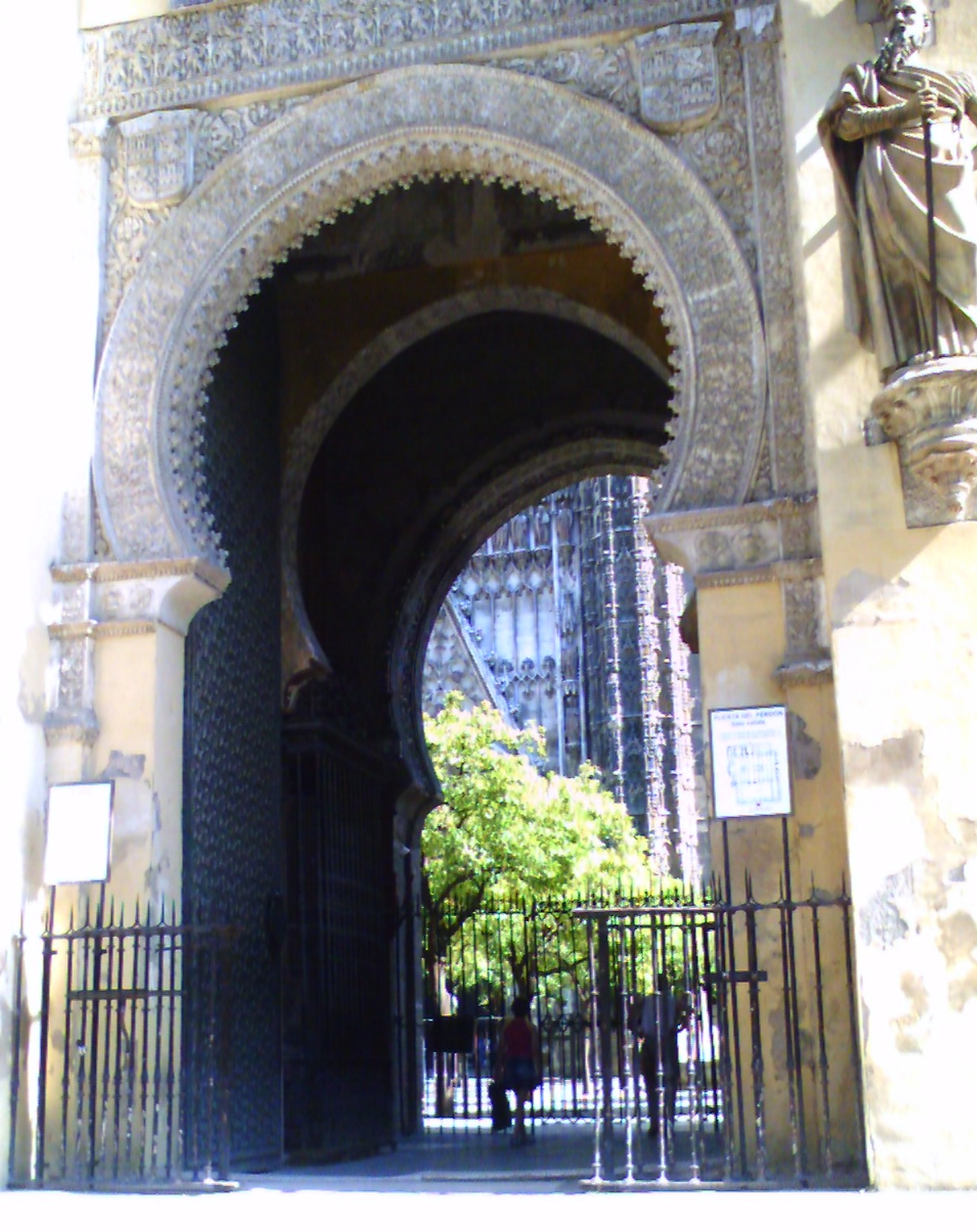
Poarta din față
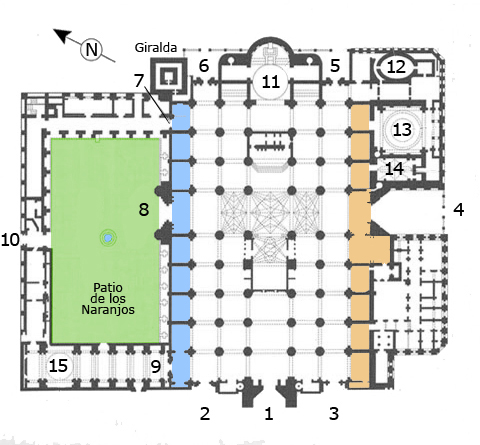
Planul Catedralei
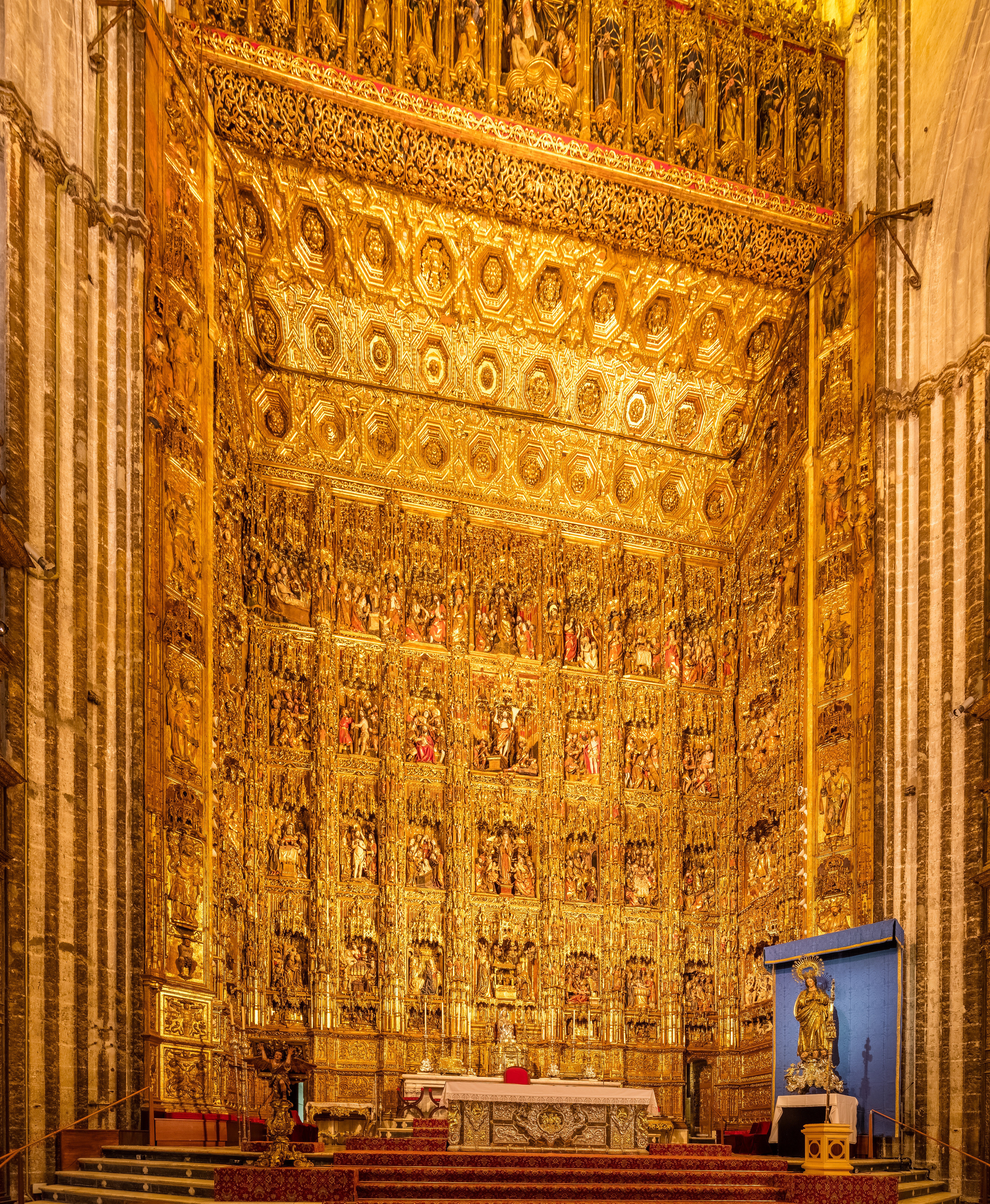
Catapeteasma
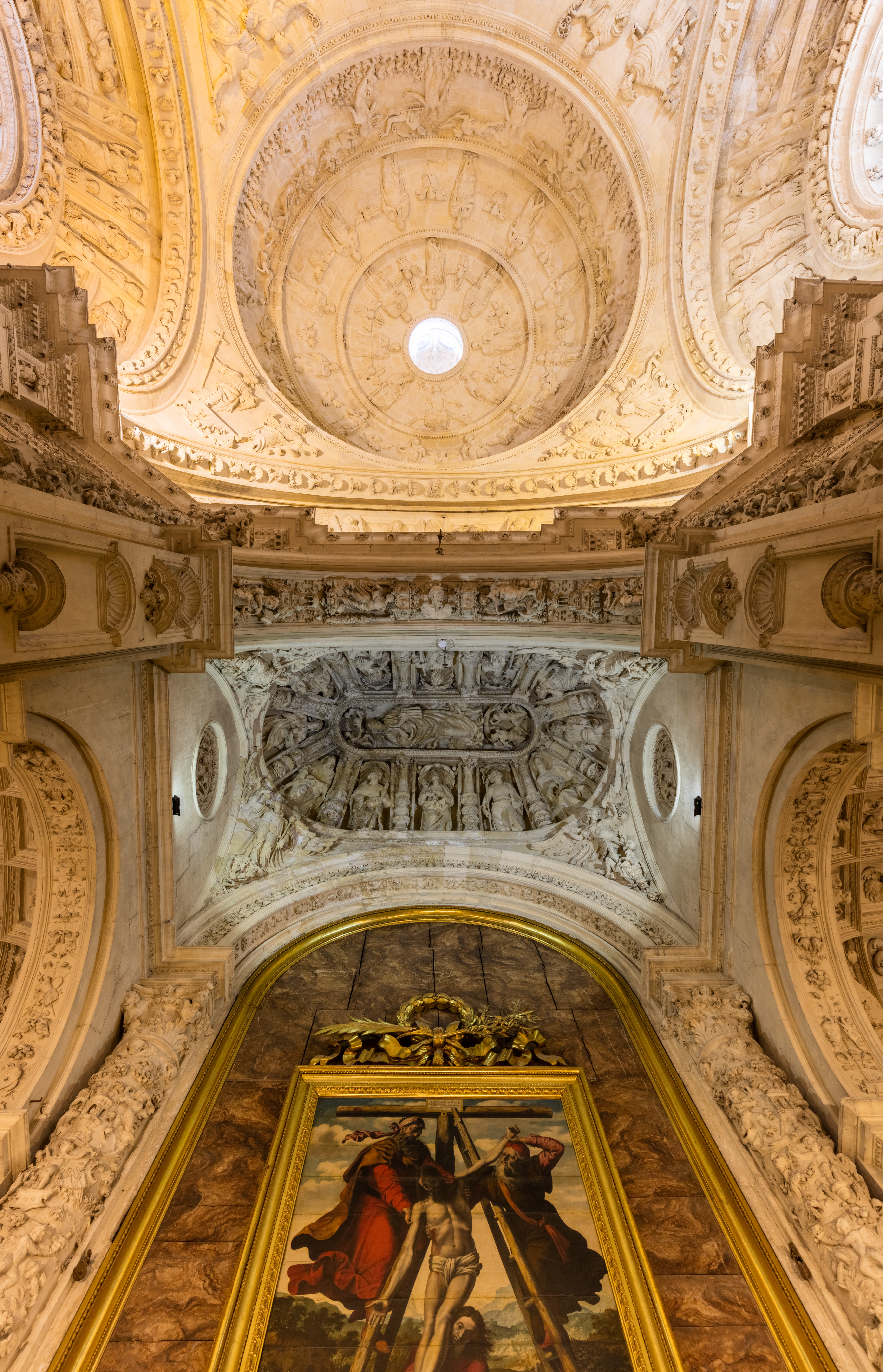
Sacristie